# Peter Kemp (Schwimmer)
Peter Anderson Kemp (* 8. April 1877 in Galashiels; † 9. Juni 1965 in Northampton) war ein britischer Schwimmer und Wasserballspieler.

## Karriere
Kemp nahm 1900 an den Olympischen Spielen in Paris teil. Im Wettbewerb über 200 m Hindernis gewann der Schwimmer Bronze. Über 200 m Freistil scheiterte er knapp am Finaleinzug. Für die Disziplinen 200 m Rücken und 4000 m Freistil war der Brite ebenfalls gemeldet, trat aber nicht an. Mit der Mannschaft vom Osborne Swimming Club nahm er außerdem am Wettbewerb im Wasserball teil. Hier gewann das Team die Goldmedaille.